# Казанське сільське поселення (Казанський район)
Каза́нське сільське поселення (рос. Казанское сельское поселение) — муніципальне утворення у складі Казанського району Тюменської області, Росія.
Адміністративний центр — село Казанське.

## Історія
2017 року було ліквідоване Новоселезньовське сільське поселення (селище Новоселезньово, присілок Шадрінка), територія увійшла до складу Казанського сільського поселення.

## Населення
Населення — 9928 осіб (2020; 9926 у 2018, 9544 у 2010, 9484 у 2002).

## Склад
До складу поселення входять такі населені пункти:
| Населений пункт        | Населення, осіб (2002) | Населення, осіб (2010) |
| ---------------------- | ---------------------- | ---------------------- |
| Казанське, село        | 5889                   | 5932                   |
| Новоселезньово, селище | 3399                   | 3408                   |
| Шадрінка, присілок     | 196                    | 204                    |